# کانیه وست
یه (انگلیسی: Ye؛ ۸ ژوئن ۱۹۷۷ با نام کانیه اومری وست (انگلیسی: Kanye Omari West)) رپر و تهیه‌کنندهٔ موسیقی آمریکایی است. او بابت سبک موسیقی متنوع و بیان نظرات تفرقه‌افکنانهٔ فرهنگی و سیاسی شناخته شده است.
شش آلبوم تک‌نفره نخست وست—دانشجوی انصرافی کالج (۲۰۰۴)، ثبت‌نام دیروقت (۲۰۰۵)، فارغ‌التحصیلی (۲۰۰۷)، ۸۰۸ و دلشکستگی (۲۰۰۸)، فانتزی پیچیده تیره زیبای من (۲۰۱۰) و ییزس (۲۰۱۳) —به فهرست سال ۲۰۲۰ ۵۰۰ آلبوم برتر تمام دوران رولینگ استون راه یافتند. همین مجله وست را یکی از ۱۰۰ ترانه‌سرای برتر تمام دوران نامید. او همچنین آلبوم‌های مشترکی را با جی-زی، کید کادی و تای دولا ساین منتشر کرده است. به عنوان طراح مد، او با نایکی، لویی ویتون، گپ اینکورپوریتد و ای.پی. سی در زمینه لباس و کفش همکاری کرده که به همکاری کفش ییزی با شرکت آدیداس منجر شد.
وست یکی از پرفروش‌ترین هنرمندان موسیقی با ۱۶۰ میلیون نسخه فروش است. او با کسب ۲۴ جایزه گرمی یکی از افراد دریافت‌کنندهٔ بیشترین گرمی نیز محسوب می‌شود و به عنوان هنرمند هیپ-هاپ در کنار جی-زی بیشترین جوایز را برده است. دیگر افتخارات او شامل جایزه دستاورد هنری بیلبورد، رکورد سه جایزهٔ بریت برای بهترین هنرمند مرد تک‌نفره بین‌المللی و جایزه پیشگام ویدئو مایکل جکسون می‌شوند. وست به‌همراه باب دیلن رکورد بیشترین تعداد آلبوم‌های برتر (۴) نظرسنجی منتقدان پاز اند جاپ را دارد. تایم در سال‌های ۲۰۰۵ و ۲۰۱۵ از او به‌عنوان یکی از ۱۰۰ نفر از تاثیرگذارترین افراد یاد کرد.
دیدگاه‌های بی‌پردهٔ وست توجهات رسانه‌ای بسیاری را به خود جلب کرده است. رفتار و گفتار او در شبکه‌های اجتماعی، مراسم‌های اهدای جوایز و مکان‌های عمومی، و همچنین نظرات او در مورد موسیقی و صنایع مد، سیاست ایالات متحده، نژاد، و برده‌داری به دفعات موجب بحث و جدل و جنجال بوده است. اعتقادش به مسیحیت، ازدواج مطرحش با کیم کارداشیان و سلامت روان او نیز از موضوعات مورد توجه رسانه‌ها بوده است. در سال ۲۰۲۰، وست کمپین ریاست‌جمهوری مستقلی به راه انداخت که ناموفق بود. او در اکتبر ۲۰۲۲ پس از بیان یک سری اظهارات یهودستیزانه، از جمله ستایش آدولف هیتلر و انکار هولوکاست، به‌طور گسترده‌ای محکوم شد و بسیاری از پشتیبانان و شرکا—از جمله همکاری‌هایش با آدیداس، گپ و بالینسیاگا—را از دست داد.

## آغاز زندگی
وست در ۸ ژوئن ۱۹۷۷ در آتالانتا، جورجیا به دنیا آمد. هنگامی که سه ساله بود، والدینش از یکدیگر طلاق گرفتند، و او به همراه مادرش به شیکاگو نقل مکان کرد. پدرش، ری وست، عضو سابق حزب پلنگ سیاه است و یکی از نخستین عکاسان خبری سیاه‌پوستِ روزنامهٔ آتلانتا ژورنال-کانستچیوشن بود. ری بعداً مشاور دین مسیحیت شد، و در سال ۲۰۰۶ با سرمایهٔ راه‌اندازی از سوی پسرش، فروشگاه و کافه‌ای را در لکسینگتن پارک، مریلند افتتاح کرد. مادر وست، دوندا سی. وست (که نام خانوادگی‌اش پیش از ازدواج ویلیامز بود)، استاد زبان انگلیسی در دانشگاه کلارک آتلانتا و رئیس حوزهٔ انگلیسی دانشگاه ایالتی شیکاگو بود. او پس از بازنشستگی به‌عنوان مدیر برنامهٔ پسرش مشغول به کار شد.
وست در محیطی با افراد طبقه متوسط پرورش یافت و پس از زندگی در شیکاگو، در مدرسه‌ای واقع در اوک لاون، ایلینوی تحصیل کرد. در ۱۰ سالگی، وست با مادرش به نانجینگ، چین نقل مکان کرد؛ مادرش آن‌جا در دانشگاه نانجینگ به‌عنوان عضو برنامه فولبرایت تدریس می‌کرد. به گفتهٔ مادرش، وست تنها خارجی در کلاس خود بود، اما او به خوبی در آنجا جا افتاد و به سرعت زبان را فرا گرفت، اگرچه از آن زمان بیشتر آن زبان را فراموش کرده است. وقتی از وست در مورد نمرات او در دبیرستان سؤال شد، پاسخ داد: «من A و B گرفتم.»
وست در سنین پایین به هنر همبستگی نشان داد. او از پنج سالگی شروع به نوشتن شعر کرد. وست رپ‌خوانی را از کلاس سوم شروع کرد و در کلاس هفتم شروع به ساخت ترانه کرد و در نهایت آنها را به هنرمندان دیگر فروخت. وست با تهیه‌کننده موسیقی No I.D. که دوست و مربی وست شد، آشنا شد.: ۵۵۷  پس از فارغ‌التحصیلی از دبیرستان، وست در سال ۱۹۹۷ بورسیه تحصیلی حضور در آکادمی هنر آمریکایی شیکاگو را دریافت کرد و شروع به شرکت در کلاس‌های نقاشی کرد. مدت کوتاهی بعد برای تحصیل زبان انگلیسی به دانشگاه ایالتی شیکاگو منتقل شد. در ۲۰ سالگی، او تحصیل را رها کرد تا حرفه موسیقی خود را دنبال کند. این کار مادرش را که استاد دانشگاه بود، بسیار ناراضی کرد؛ مادرش بعداً این تصمیم را پذیرفت.: ۵۵۸ 

## دیدگاه‌ها
وست طی دوران کاری خود سلبریتی صریح‌اللهجه و بحث‌برانگیزی بوده است و رسانه‌های جریان اصلی، شرکای کاری و سرگرمی‌سازان صنعت موسیقی و سه‌رئیس‌جمهور ایالات متحده به او انتقاد وارد کردند. حین سخنرانی در سال ۲۰۰۵، وست هم از رسانه‌ها و هم از نابرابری‌های نژادی دولت در واکنش به توفند کاترینا انتقاد کرد و در تلویزیون زنده گفت «جرج بوش به سیاه پوستان اهمیتی نمی‌دهد». وست در سال ۲۰۱۳ مخالفتش با سقط جنین را به استناد به اعتقادش به فرمان ششم اعلام کرده است و در سال ۲۰۲۲ سقط جنین را «نسل‌کشی و کنترل جمعیت» سیاه‌پوستان عنوان کرد. او گفته که بردگی ۴۰۰ ساله آفریقایی‌ها «یک انتخاب به نظر می‌رسد». او در توضیح بیشتر گفت که اظهار نظرش در اشاره به بردگی روحی بود و برای اندیشه آزاد دلیل آورد. او بعداً بابت این اظهار نظر عذرخواهی کرد.
در اواخر سال ۲۰۲۲، وست یک سری اظهارات یهودستیزانه بیان کرد و منجر به پایان همکاری، حمایت مالی و مشارکت او با وگ، گروه موسیقی یونیورسال، CAA, بالینسیاگا، گپ اینکورپوریتد، و آدیداس شد. وست پس از حضور در مهمانی به میزبانی دونالد ترامپ در مار-ئه-لاگو در کنار نیک فوئنتس (یک ملی‌گرای سفیدپوست) به‌طور گسترده محکوم شد. در حضور بعدی خود در دسامبر همان سال در وبگاه الکس جونز، وست آدولف هیتلر را ستود، هولوکاست را انکار و خود را یک نازی معرفی کرد. پس از این مصاحبه، حسابِ توییتر وست پس از انتشار تصویری که نشان‌دهنده سواستیکا در ستاره داوود بود، بسته شد. در ژوئیه ۲۰۲۳، توییتر با استناد به تعهد وست مبنی بر عدم ارسال محتوای مضر در آینده، این ممنوعیت را لغو کرد. بر اساس گزارشی که در سال ۲۰۲۳ توسط اتحادیه ضد افترا منتشر شد، سخنان یهودستیزانه وست باعث بروز چندین مورد خرابکاری با سخنان نفرت‌آفرین، آزار و اذیت و خشونت در سراسر ایالات متحده شده است. وست در دسامبر ۲۰۲۳، هفته‌ها پیش از انتشار برنامه‌ریزی شده آلبوم آینده‌اش، در بیانیه‌ای کتبی به‌خاطر اظهارات یهودیستیزانه‌اش عذرخواهی کرد.

## اختلاف با تیلور سوئیفت
در مراسم جوایز موسیقی ویدئویی‌ام‌تی‌وی سال ۲۰۰۹، ترانه «تو مال منی» از تیلور سوئیفت جایزه بهترین ویدئوی زنانه را کسب کرد. هنگام سخنرانی پذیرش جایزه، وست به ناگاه روی سکو رفت، میکروفون سوئیفت را گرفت و گفت: «تیلور، من واقعاً برایت خوشحالم و می‌گذارم حرفت را تمام کنی، اما بیانسه یکی از بهترین موزیک ویدئوهای تمام دوران را دارد»، اشاره‌ای مستقیم به ویدئوی «خانم‌های مجرد (یک حلقه رویش بگذار)» از بیانسه، که در همان بخش نامزد شده بود. این اتفاق که بعدها به "Kanyegate" مشهور شد، توجه گسترده رسانه‌ها را به خود جلب کرد و تبدیل به یکی از میم‌های اینترنتی شد. واکنش عمومی به شدت علیه وست بود؛ حتی رئیس‌جمهور وقت آمریکا باراک اوباما او را «احمق» خطاب کرد. پس از آن، وست عذرخواهی کرد و سوئیفت نیز عذرخواهی او را پذیرفت. این جنجال در مسیر حرفه‌ای هر دو هنرمند اثر گذاشت و الهام‌بخش آثار بعدی آن‌ها شد، از جمله آلبوم فانتزی پیچیده تیره زیبای من (۲۰۱۰) و تک‌آهنگ «مشهور» (۲۰۱۶) از وست، و آلبوم اعتبار (۲۰۱۷) از سوئیفت.

## دیسکوگرافی
آلبوم‌های استودیویی
- دانشجوی انصرافی کالج (۲۰۰۴)
- ثبت‌نام دیروقت (۲۰۰۵)
- فارغ‌التحصیلی (۲۰۰۷)
- ۸۰۸ و دلشکستگی (۲۰۰۸)
- فانتزی پیچیده تیره زیبای من (۲۰۱۰)
- ییزس (۲۰۱۳)
- زندگی پابلو (۲۰۱۶)
- یه (۲۰۱۸)
- عیسی پادشاه است (۲۰۱۹)
- داندا (۲۰۲۱)
- داندا ۲ (۲۰۲۲)
- بی‌غیرت (نامشخص)

آلبوم‌های همکاری
- تاج و تخت را بنگر (۲۰۱۱) (با جی-زی)
- تابستان ظالم (۲۰۱۲) (با گود میوزیک)
- بچه‌ها ارواح را می‌بینند (۲۰۱۸) (با کید کادی)
- کرکس‌های ۱ (۲۰۲۴) (با تای دولا ساین)
- کرکس‌های ۲ (۲۰۲۴) (با تای دولا ساین)